# Fontenay (Vosges)
Fontenay és un municipi francès, situat al departament dels Vosges i a la regió del Gran Est. L'any 2007 tenia 479 habitants.

## Demografia

### Població
El 2007 la població de fet de Fontenay era de 479 persones. Hi havia 173 famílies, de les quals 36 eren unipersonals (16 homes vivint sols i 20 dones vivint soles), 44 parelles sense fills, 77 parelles amb fills i 16 famílies monoparentals amb fills.
La població ha evolucionat segons el següent gràfic:
Habitants censats

### Habitatges
El 2007 hi havia 196 habitatges, 173 eren l'habitatge principal de la família, 6 eren segones residències i 17 estaven desocupats. 185 eren cases i 9 eren apartaments. Dels 173 habitatges principals, 148 estaven ocupats pels seus propietaris i 24 estaven llogats i ocupats pels llogaters; 1 tenia una cambra, 1 en tenia dues, 14 en tenien tres, 41 en tenien quatre i 115 en tenien cinc o més. 151 habitatges disposaven pel capbaix d'una plaça de pàrquing. A 55 habitatges hi havia un automòbil i a 106 n'hi havia dos o més.

### Piràmide de població
La piràmide de població per edats i sexe el 2009 era:
| Homes | Edats   | Dones |
| ----- | ------- | ----- |
| 0     | 95 o +  | 0     |
| 0     | 90 a 94 | 0     |
| 4     | 85 a 89 | 8     |
| 4     | 80 a 84 | 0     |
| 0     | 75 a 79 | 4     |
| 12    | 70 a 74 | 4     |
| 4     | 65 a 69 | 8     |
| 8     | 60 a 64 | 8     |
| 16    | 55 a 59 | 0     |
| 12    | 50 a 54 | 20    |
| 20    | 45 a 49 | 20    |
| 20    | 40 a 44 | 12    |
| 12    | 35 a 39 | 32    |
| 8     | 30 a 34 | 12    |
| 8     | 25 a 29 | 12    |
| 4     | 20 a 24 | 4     |
| 28    | 15 a 19 | 20    |
| 20    | 10 a 14 | 8     |
| 24    | 5 a 9   | 24    |
| 12    | 0 a 4   | 4     |

## Economia
El 2007 la població en edat de treballar era de 304 persones, 235 eren actives i 69 eren inactives. De les 235 persones actives 220 estaven ocupades (111 homes i 109 dones) i 15 estaven aturades (7 homes i 8 dones). De les 69 persones inactives 32 estaven jubilades, 20 estaven estudiant i 17 estaven classificades com a «altres inactius».

### Ingressos
El 2009 a Fontenay hi havia 187 unitats fiscals que integraven 516,5 persones, la mediana anual d'ingressos fiscals per persona era de 19.521 €.

### Activitats econòmiques
Dels 22 establiments que hi havia el 2007, 2 eren d'empreses extractives, 1 d'una empresa alimentària, 8 d'empreses de construcció, 1 d'una empresa de comerç i reparació d'automòbils, 1 d'una empresa financera, 1 d'una empresa immobiliària, 3 d'empreses de serveis, 1 d'una entitat de l'administració pública i 4 d'empreses classificades com a «altres activitats de serveis».
Dels 10 establiments de servei als particulars que hi havia el 2009, 1 era un paleta, 6 lampisteries, 2 electricistes i 1 perruqueria.
L'únic establiment comercial que hi havia el 2009 era una fleca.
L'any 2000 a Fontenay hi havia 4 explotacions agrícoles.

## Equipaments sanitaris i escolars
El 2009 hi havia una escola elemental.

## Poblacions més properes
El següent diagrama mostra les poblacions més properes.